# Каирский международный кинофестиваль
Каирский международный кинофестиваль (араб. مهرجان القاهرة السينمائي الدولي‎, англ. Cairo International Film Festival) — ежегодный международный кинофестиваль, проходящий в столице Египта, городе Каир.

## История
Каирский международный кинофестиваль был основан в 1976 году и стал первым международным кинофестивалем, проходящим в арабском мире. Кроме того, он является старейшим и единственным международным конкурсным кинофестивалем, признанным FIAPF на Ближнем Востоке и в Африке. Одним из вдохновителей кинофестиваля стал критик Камаль эль-Маллакх, посетивший в 1975 году «Берлинале».
На первом фестивале 1976 года были представлены около 100 фильмов из 33 стран мира, 14 фильмов из 14 стран боролись за главный приз.
С 1988 года Каирский кинофестиваль проводится в Каирском национальном культурном центре, в частности, в помещении Каирского оперного театра.
Гостями и лауреатами Каирского международного кинофестиваля становилось множество звёзд мирового кинематографа: Омар Шариф, Клаудия Кардинале, Джон Малкович, Николас Кейдж, Софи Лорен, Джина Лоллобриджида, Сальма Хайек, Марчелло Мастроянни, Курт Рассел, Питер О’Тул, а также всемирно известные кинорежиссёры — Роберт Уайз, Элиа Казан, Оливер Стоун, Микеланджело Антониони и многие другие.

## Награды
Самой почетной наградой Каирского международного кинофестиваля является «Золотая пирамида».
- Главная международная конкурсная программа среди полнометражных игровых и документальных фильмов:
  - Золотая пирамида – награда за лучший художественный фильм, присуждается продюсеру фильма;
  - Серебряная пирамида – специальный приз жюри за лучшую режиссуру;
  - Бронзовая пирамида – награда за дебютную или вторую работу, присуждается продюсеру фильма;
  - Приз имени Нагиба Махфуза – за лучший сценарий.